# Aceleración sísmica

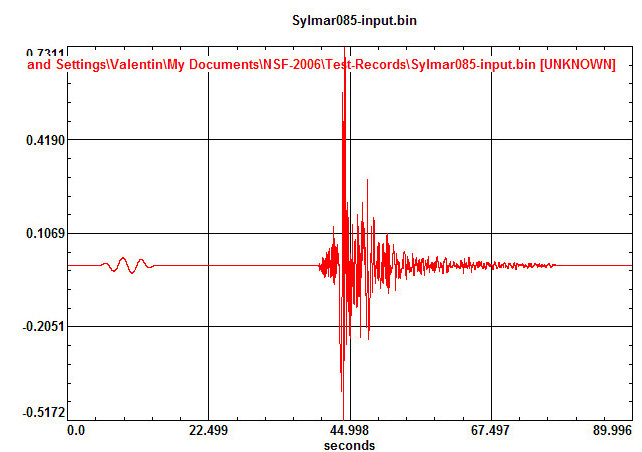
Seismograma del Terremoto Sylmar085.

La aceleración sísmica es una medida utilizada en terremotos que consiste en una medición directa de las aceleraciones que sufre la superficie del suelo. Es una medida muy importante en ingeniería sísmica. Normalmente la unidad de aceleración utilizada es la intensidad del campo gravitatorio (g = 9,81 m/s2).
A diferencia de otras medidas que cuantifican terremotos, como la escala Richter o la escala de magnitud de momento, no es una medida de la energía total liberada del terremoto, por lo que no es una medida de magnitud sino de intensidad. Se puede medir con simples acelerómetros y es sencillo correlacionar la aceleración sísmica con la escala de Mercalli.
La aceleración sísmica es la medida de un terremoto más utilizada en ingeniería, y es el valor utilizado para establecer normativas sísmicas y zonas de riesgo sísmico. Durante un terremoto, el daño en los edificios y las infraestructuras está íntimamente relacionado con la velocidad y la aceleración símica, y no con la magnitud del temblor. En terremotos moderados, la aceleración es un indicador preciso del daño, mientras que en terremotos muy severos la velocidad sísmica adquiere una mayor importancia.

## Correlación con la escala de Mercalli
La escala de Mercalli mide la intensidad de un terremoto según los daños que produce. Normalmente, esta escala es directamente relacionable con la intensidad, aunque la existencia en la zona de construcciones mucho más resistentes (o mucho menos resistentes) de lo normal puede falsear la medición de la escala de Mercalli, perdiéndose la correlación.
| Escala de Mercalli | Aceleración sísmica (g) | Velocidad sísmica (cm/s) | Percepción del temblor | Potencial de daño |
| ------------------ | ----------------------- | ------------------------ | ---------------------- | ----------------- |
| I                  | < 0.0017                | < 0.1                    | No apreciable          | Ninguno           |
| II-III             | 0.0017 - 0.014          | 0.1 - 1.1                | Muy leve               | Ninguno           |
| IV                 | 0.014 - 0.039           | 1.1 - 3.4                | Leve                   | Ninguno           |
| V                  | 0.039 - 0.092           | 3.4 - 8.1                | Moderado               | Muy leve          |
| VI                 | 0.092 - 0.18            | 8.1 - 16                 | Fuerte                 | Leve              |
| VII                | 0.18 - 0.34             | 16 - 31                  | Muy fuerte             | Moderado          |
| VIII               | 0.34 - 0.65             | 31 - 60                  | Severo                 | Moderado a fuerte |
| IX                 | 0.65 - 1.24             | 60 - 116                 | Violento               | Fuerte            |
| X+                 | > 1.24                  | > 116                    | Extremo                | Muy fuerte        |